# 大本山梗菜
大本山梗菜（学名：Lobelia seguinii）为桔梗科山梗菜屬下的一个种。

## 扩展阅读
- 維基物種上的相關：大本山梗菜